# 로봇산업
로봇산업은 지능형로봇 완성품이나 로봇부품을 제조, 판매, 서비스하는 산업을 말한다. 로봇산업의 특징은 지능형로봇자체가 갖고 있는 메카트로닉스의 속성상, 자동차산업과 같은 기계산업, PC 나 반도체산업과 같은 IT산업의 특징을 모두 갖는다.
지능형로봇은 단순하게 반도체와 같이 하나의 칩만으로 구성된 것도 아니며, PC처럼 정적 시스템도 아니다. 오히려 외부세계에서 작동한다는 측면에서 자동차와 가깝다. 그러나 단순하게 자동차산업의 외형의 특징을 갖추면서도, 분류는 IT산업으로 분류된다. 그 이유는 로봇의 3대기능(지능, 정보, 제어) 중 2개(지능, 정보)가 IT기술이기 때문이다. 따라서 로봇산업은 IT기술을 주축으로 한 MT산업, 즉 IT와 MT가 융합된 산업이라 말할 수 있다.
2013년 한국로봇산업협회에서 새로 개정한 로봇산업 분류체계에 따르면, 로봇산업군에는 기존의 로봇단품 및 부품을 제조/유통하는
- 제조용로봇산업,

- 개인서비스로봇산업,

- 전문서비스로봇산업

- 로봇부품 산업

외에,
- 로봇시스템 산업 (로봇제품을 하나의 부품으로 사용하여 응용시스템을 생산/유통하는 산업)

- 로봇임베디드 산업 (로봇기술과 융합/접목되는 제품을 생산/유통하는 산업)

- 로봇컨텐츠 산업 (로봇을 사용하여 컨텐츠를 생산하는 산업)

- 로봇서비스 산업 (로봇을 이용한 서비스를 제공하는 산업)

등도 포함되도록 로봇산업의 정의를 새롭게 하였다.
자동차산업과 같이 로봇완성업체에서 기술은 다음과 같다.

## 로봇제품화
응용분야와 작동시나리오로부터 상품화기획을 거쳐 로봇의 제품적 형태가 설계되면, 이의 구현을 위해 기계, 전자, 제어 등 여러기술이 복합적으로 융합되는 시스템 종합기술을 필요로 한다. 따라서 전자적으로 SW설계, HW설계, 모터제어기술, 센서인터페이스, 마이크로프로세서 프로그래밍 등 다양한 IT기술을 기반으로 한다. 기계적으로는 기계설계, 해석기술, 모터선정, 기계요소설계 등 정밀한 메커니즘 설계기술을 필요로 한다. 어쩌면 로봇관련 인력의 70%가 이분야 집중되어 있다고 볼 수 있다. 그리고 이러한 SI기술은 로봇 뿐 아니라 반도체장비 시스템 개발 등 다양한 분야로 파급된다.

## 로봇부품
로봇의 핵심부품으로는 시각센서, 공간인식센서, 위치센서 등 센서와 구동모터, 모터드라이브, 감속기, 구동메커니즘 등 액츄에이터 , 운동제어SoC, 정보처리SoC 등 로봇의 두뇌역할을 처리하는 SoC로 분류된다. 현재 우리 로봇산업은 이러한 핵심부품을 거의 해외에 의존하고 있다. 로봇산업이 성장하는 큰 걸림돌 중의 하나는 바로 부품의 해외 의존성에 있다. 이러한 핵심부품을 자체확보하지 못하면, 먼저 경쟁사와 제품경쟁에서 살아남을 수 없다. 핵심부품의 확보없이, 아웃소싱만으로 기업이 성장할 수 없다. 초기 반짝이는 아이디어만으론 지속발전할 수 없다. 바로 후발업체의 추격과 추월이 시작되기 때문이다.
로봇부품 개발에 필요로하는 기술은 이미 타분야에서는 범용기술이다. 예를 들면, 로봇시각센서인 로봇용 인공눈을 살펴보자. 이 로봇용 인공눈은 크게 초저도 이미지센서, 소형 광학계, 구동계로 이루어진다. 이는 이미 카메라업체, 이미지센서업체, 광학업체 등이 확보하고 있는 기술이다. 문제는 기존 제품의 조합만으로 로봇센서로 활용할 수 없다. 크기, 성능, 가격면에서 로봇센서가 요구하는 조건을 맞출 수 없기 때문이다. 부품 업체들이 모여, 로봇용 전용센서 개발 컨소시엄을 구성해야 한다. 특히 로봇시장이 미성숙된 상태에서, 시장에 맡긴다면, 로봇부품 컨소시엄의 구성은 요원하다. 따라서 국가가 나서서 로봇부품산업을 육성해야 한다. 그리고 개발된 부품은 공히 어느 특정업체의 공유물이 아닌, 여러 수요기업에 공동으로 공급할 수 있도록 공용부품화 해야한다. 이러한 로봇부품 개발 로드맵을 통해, 로봇산업의 기초를 튼튼히 하는 것이 진정 국가가 해야할 일이다.

## 로봇시스템
로봇산업의 미래는 로봇시스템화에 달려있다고 해도 과언이 아니다. 예를 들면, 반도체장비, SMT마운터, 검사장비 등은 이미 IT산업 분야의 후방산업으로, 로봇이 핵심 구성요소로 이루어진 시스템들이다. 포장시스템, 물류시스템 등은 물류산업의 후방산업에서 로봇이 핵심적 역할을 하고 있다. 로봇을 이용한 차세대 의료시스템도 의료산업에서 다가올 미래주역으로 인정받고 있다. 감시경계시스템 등도 국방산업에서 자리잡고 있다. 이러한 로봇시스템 산업은 현재 로봇산업의 특수분류에 포함되어 있어, 산업통계가 별도로 잡히지는 않지만, 향후 로봇산업의 발전전략을 수립하는데 주요한 산업군으로, 신분류를 적용한 로봇산업 실태조사에 포함될 전망이다.

## 로봇산업의 미래전망
해마다 유엔경제협회(UNECE), 미쓰비시경제연구소(일) 등에서 세계시장 규모 분석과 예측에 관한 보고서를 발간하고 있다. 이 보고서에 따르면, 로봇산업은 신성장동력의 핵심산업으로 앞으로 20년내에 모든 산업이 로봇화될 것으로 전망되며, 로봇산업에서 우위를 점하는 국가만이 미래 기술경쟁시대에 살아남을 만큼 하나의 산업이 아닌 국가경쟁력의 핵심이 될 것이다. 